# Fontanna w Palazzo Massimo w Rzymie (obraz Stanisława Masłowskiego)
Fontanna w Palazzo Massimo w Rzymie – obraz - akwarela, o wymiarach wysokość: 83,2 cm; szerokość: 66 cm, polskiego malarza Stanisława Masłowskiego (1853–1926) z około 1910 roku, znajdująca się (2022) w zbiorach Muzeum Narodowego w Warszawie.

## Opis
Obraz namalowany techniką akwarelową, o wymiarach: wysokość: 83,2 cm; szerokość: 66 cm. Jest to pejzaż sygnowany: "ROMA 1910 PALAZZO MASSIMO COR... ST.MASŁOWSKI" przedstawiający widok, w którego środkowej części u góry ukazana jest imaginacyjna rzeźbiona - figura bogini - zapewne Wenus/(Afrodyta), usytuowana w niszy otoczonej ozdobnymi pilastrami. W dolnej części obrazu widoczne są donice z wielobarwnymi kwiatami. We frontowej i prawej części kompozycji ukazane jest granatowo-niebieskie ogrodzenie z krat z otwartą do wnętrza furtką. Artysta utrwalił również fragmenty napisów na otaczającym figurę murze dodając własną sygnaturę z datą "1910".

## Dane uzupełniające
Obraz pochodzi ze szczytowego, dojrzałego okresu twórczości artysty, po roku 1907.Henryk Piątkowski pisał o cyklu akwarel przywiezionych w 1910 roku przez malarza z Rzymu w swym artykule: "Wystawa Stanisława Masłowskiego", w "Tygodniku Ilustrowanym", w następujący sposób: "Są wśród wystawionych akwarel rzeczywiste arcydzieła; takie kwietniki z wirtuozją znaczone, takie fragmenty >>Villa d’Este<< z dużymi plamami świateł i cieni zdumiewają jak coś nieoczekiwanego - coś, co po raz pierwszy w tej formie i w tym wyrazie rozsnuwa się przed nami".

## Literatura
- Stanisław Masłowski - Materiały do życiorysu i twórczości, oprac. Maciej Masłowski", Wrocław, 1957, wyd. "Ossolineum".
- Henryk Piątkowski: Wystawa Stanisława Masłowskiego, "Tygodnik Illustrowany", 1910, półr. II, s.969.